# The Day After Roswell

Hình bìa cuốn The Day After Roswell tái bản năm 1998.

The Day After Roswell (tạm dịch: Roswell ngày sau đó) là một cuốn sách của Mỹ viết về phi thuyền ngoài hành tinh và biến cố UFO ở Roswell. Tác phẩm này do Đại tá Lục quân Mỹ Philip J. Corso chấp bút, với sự giúp đỡ của William J. Birnes, và được Pocket Books xuất bản dưới dạng hồi ký kể lại vào năm 1997, một năm trước khi Corso qua đời. Cuốn sách tuyên bố rằng một chiếc phi thuyền ngoài hành tinh đã bị rơi gần Roswell, New Mexico, vào năm 1947 và chính phủ Mỹ cố tìm đủ mọi cách che đậy tất cả bằng chứng về người ngoài hành tinh.

## Tóm lược
Phần lớn cuốn sách kể về những tuyên bố của Đại tá Corso rằng ông được chỉ định tham gia một chương trình bí mật của chính phủ nhằm cung cấp một số vật liệu thu hồi được từ tàu vũ trụ bị rơi cho ngành công nghiệp tư nhân (không cho biết các món đồ này đến từ đâu) dùng để thiết kế đảo ngược cho mục đích sử dụng của công ty. Corso là Trợ lý Đặc biệt cho Trung tướng Arthur Trudeau, người đứng đầu Ban Nghiên cứu và Phát triển Lục quân Mỹ, và phụ trách Tổ Công nghệ Đối ngoại. Nhờ vậy ông sẽ lấy những hiện vật công nghệ thu được từ Nga, Đức và những nguồn nước ngoài khác, và nhờ các công ty Mỹ thiết kế ngược lại công nghệ đó. Cuốn sách cho rằng một số khía cạnh của công nghệ hiện đại như sợi quang và mạch tích hợp được phát triển bằng cách sử dụng thông tin lấy từ tàu vũ trụ này. Ngoài ra, Đại tá Corso còn tuyên bố cả thế giới đang "có chiến tranh" với người ngoài hành tinh và dự án SDI là một phần của chiến dịch vừa kết thúc thành công mang lại lợi ích về cho Trái Đất.

## Đề tựa
Khi mới vừa phát hành, cuốn sách có lời tựa do chính Thượng nghị sĩ lâu năm của nước Mỹ tên là Strom Thurmond viết, mà Corso từng là phụ tá cho vị này. Thurmond viết, "Anh ấy có nhiều câu chuyện thú vị để chia sẻ với những cá nhân quan tâm đến lịch sử quân sự, hoạt động gián điệp và công việc của Chính phủ chúng ta." Lời đề tựa không đề cập bất cứ điều gì về UFO, vì Thurmond từng cho rằng cuốn sách này đơn thuần chỉ là một quyển hồi ký. Ngay khi ông biết về nội dung trong sách, Thurmond cho biết, "Tôi không biết về 'vụ che đậy' như vậy, và không tin rằng nó tồn tại."

## Đón nhận
Tác phẩm này xuất hiện trong Danh sách những cuốn sách bán chạy nhất của The New York Times trong vài tuần, và nhận được cả đánh giá thuận lợi và không thuận lợi. Publishers Weekly khuyên bảo, "[sách của Corso] chỉ dành cho một số thư viện đặc biệt đã ưu tiên thu thập tài liệu về những điều độc đáo."
Năm 2001, tờ The Guardian đã đưa cuốn sách này lọt vào danh sách "Top mười trò lừa bịp văn học".

## Truyền thông
Corso là khách mời trong chương trình radio Dreamland của Art Bell vào năm 1997. Cuối năm đó, vào ngày 23 tháng 7 năm 1997 ông góp mặt trên kênh Coast to Coast AM và một lần nữa lại được Art Bell phỏng vấn. Lần này, nhân vật tháp tùng cùng Corso chính là Tiến sĩ John Alexander cho biết ông đã bay đến Washington D.C. và tới Trung tâm Lưu trữ Quốc gia và lục lọi đống hồ sơ khác nhằm xác minh sự thật về chức vụ công của Corso. Quả thực là ông đã từng phục vụ danh dự với tư cách là Trung tá dưới thời Trung tướng Arthur Trudeau và làm việc trong Nhà Trắng trong suốt bốn năm liền.

## Ấn bản
- Philip J. Corso; William J. Birnes (1997). The Day After Roswell. Pocket Books. ISBN 0-671-00461-1. (ấn bản đầu tiên)